# Shinji Ono
Shinji Ono (小野伸二 Ono Shinji), född 27 september 1979, är en fotbollsspelare, mittfältare i FC Ryūkyū. Ono började sin karriär 1998 i Urawa Red Diamonds. Mellan 2001 och 2005 spelade han i holländska Feyenoord, men det sista året var fyllt av skador som fick Feyenoord att bestämma sig för att sälja honom. I januari 2006 återvände han till Urawa Red Diamonds. Ono spelade för det japanska landslaget och deltog i VM 1998, VM 2002 och VM 2006. År 2002 fick han priset för Årets Asiatiska Fotbollsspelare.